# Hauswein
Als Hauswein wurde ursprünglich Wein bezeichnet, den Winzer für den privaten Gebrauch erzeugten. In manchen deutschsprachigen Regionen wird er auch Eigenbauwein, französisch Vin de Maison, italienisch Vino della casa und spanisch Vino de la casa genannt.
In der Gastronomie bezeichnet man einen nicht spezifizierten offenen Wein als Hauswein. Hausweine gibt es als Rot-, Weiß- oder Roséwein.  Im Allgemeinen kann man in Gasthäusern, Restaurants und Hotels – besonders in südländischen und gehobenen – Weine nur auf zwei Arten bestellen, den Hauswein offen glasweise oder als Krug auf den Tisch (etwa italienisch vino aperto, vino sfuso – dann reicht eine Bestellung „als ein Glas/Liter Wein“), oder eine Flasche, die dann vor dem Kunden dekantiert und allenfalls karrafiert wird – dann kann man einen Wein seines Geschmacks wählen, bezahlt aber eine ganze Flasche, auch wenn man sie nicht leert. Der Hauswein kommt meist aus größerem Gebinde, etwa direkt vom Fass, oder wird aus Flaschen für alle Kundschaften angeschenkt, in manchen Gegenden des Mittelmeerraumes steht er immer am Tisch (man zahlt nach Konsum: Tafelwein, Tischwein im ursprünglichen Sinne des Begriffs), und ist meist von eher schlichter und neutraler Art. Das ermöglicht dem Gastwirt, edle Weine für ein einziges Glas nicht anbrechen zu müssen, und den Hauswein zu allen Speisen reichen zu können.
Um welche Rebsorte es sich handelt, liegt im Ermessen des Gastronomen und kann in verschiedenen Zeitabständen wechseln. In Weinbaugebieten erfolgt die Auswahl des Hausweines meist nach regionalen Gesichtspunkten (Landwein, italienisch vino locale, vino del contadino) oder nach den persönlichen Vorlieben des Winzers. Hier wird der Hauswein oft auch aus den Pressrückständen – dem Trester – des edlen Weins in einem zweiten Schritt gewonnen und wenig aufwändig vergoren. Er dient dem Tagesgebrauch der Einheimischen, oft mit Wasser gespritzt als schlichtes Getränk (ursprünglich zur Aufbereitung schlechten Trinkwassers) oder „Haushaltswein“.
Heute sind Hausweine in der mitteleuropäischen Gastronomie durchwegs von guter Qualität, leicht und süffig, aber nicht edel. In anderen Gegenden kann er auch recht schlecht sein.